# FM-8

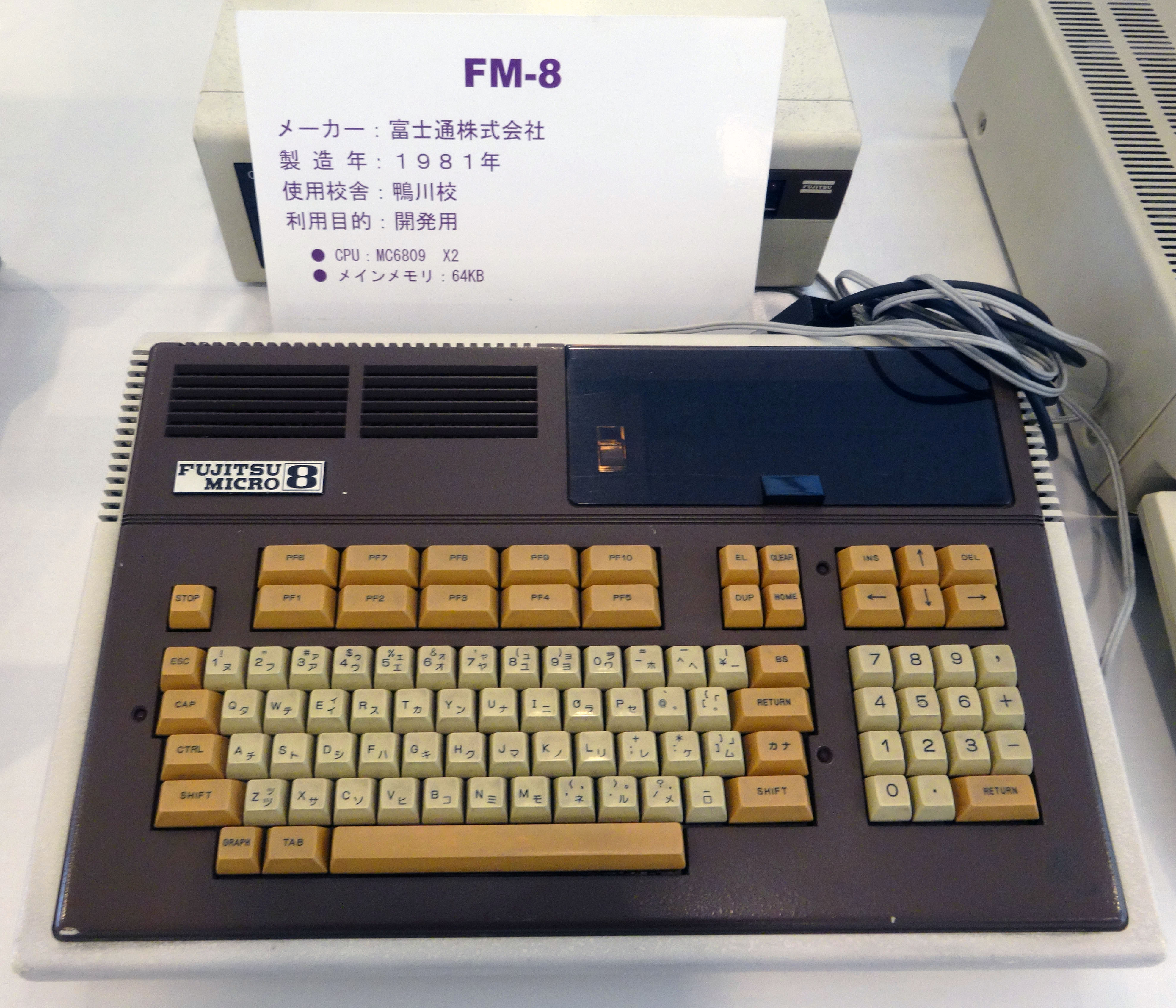
Bild eines FM-8

Der FM-8 (Fujitsu Micro 8) ist ein Heimcomputer des japanischen Herstellers Fujitsu. Er kam, nach Ankündigung im Mai 1981, im Folgejahr zu einem Einführungspreis von 218.000 Yen auf den Markt. Es war nach dem LKIT-8 der zweite Mikrocomputer von Fujitsu, gleichzeitig war es der erste Mikrocomputer des Unternehmens mit 8-Bit-Architektur und bildete den Auftakt zur FM-Produktreihe. Technisch befand sich der Rechner auf der Höhe seiner Zeit, mit zwei Motorola-Prozessoren (68A09 und 6809) und der erstmaligen Verwendung von sowohl DRAM als auch Magnetblasenspeicher in einem Mikrocomputer. Er war sowohl für den Privat- als auch den Geschäftsbereich konzipiert.
Bereits im November 1982 kündigte Fujitsu zwei Nachfolgemodelle an, den auf Geschäftskunden ausgerichteten FM-11 und den für Privatanwender konzipierten, deutlich günstigeren FM-7.